# سارا یورک جکسون
سارا جکسون (انگلیسی: Sarah Yorke Jackson؛ ژوئیه ۱۸۰۵ – ۲۳ اوت ۱۸۸۷) سیاستمدار اهل ایالات متحده آمریکا بود که از ۲۶ نوامبر ۱۸۳۴ تا ۴ مارس ۱۸۳۷ به عنوان میزبان کاخ سفید و بانوی اول موقت ایالات متحده آمریکا خدمت کرد. او این نقش را به عنوان عروس رئیس‌جمهور ایالات متحده آمریکا اندرو جکسون پس از ازدواج با پسرخوانده او اندرو جکسون جونیور بر عهده داشت. ابتدا به عنوان سرپرست خانه جکسون در تنسی، هرمیتاژ، منصوب شده بود، اما پس از آسیب دیدن هرمیتاژ در آتش‌سوزی، به کاخ سفید نقل‌مکان کرد و به عنوان مهماندار مشترک با امیلی دانلسون شروع به کار کرد. وقتی دانلسون بیمار شد، جکسون مسئولیت کامل مهمانداری کاخ سفید را برای باقی‌مانده دوره ریاست‌جمهوری به عهده گرفت. پس از ترک کاخ سفید، او به هرمیتاژ که تعمیر شده بود بازگشت و باقی‌مانده عمر خود را در آنجا گذراند.

## زندگی اولیه
سارا یورک در ژوئیه ۱۸۰۵ در فیلادلفیا پنسیلوانیا، در یک خانواده کوئیکر ثروتمند به دنیا آمد. پدرش پیتر یورک، یک ناخدای کشتی و تاجر موفق بود که در سال ۱۸۱۵ درگذشت. مادرش، مری هینز یورک، در حین سفری به نیواورلئان در سال ۱۸۲۰ درگذشت و سارا و دو خواهرش یتیم شدند. او توسط دو عمه‌اش، خانم جورج فارکوهار و خانم موردکای وذریل، بزرگ شد.
سارا یورک در ۲۴ نوامبر ۱۸۳۱ در فیلادلفیا با اندرو جکسون جونیور، پسرخوانده رئیس‌جمهور اندرو جکسون ازدواج کرد. برنامه‌های رئیس‌جمهور مانع از حضور او در عروسی شد، اما زوج جدید به مدت چند ماه به کاخ سفید دعوت شدند. اقامت آن‌ها در کاخ سفید یک ماه عسل طولانی‌مدت به‌شمار می‌رفت و چندین مهمانی به افتخار آن‌ها برگزار شد. او رابطه نزدیکی با رئیس‌جمهور برقرار کرد که او را همچون دختر خود می‌دانست. شایعاتی در مورد اینکه آیا او به عنوان میزبان جدید کاخ سفید منصوب خواهد شد وجود داشت، اما این نقش همچنان به خواهرزاده رئیس‌جمهور، امیلی دانلسون تعلق داشت.
پس از ترک کاخ سفید، زوج جدید به هرمیتاژ، مزرعه خانوادهٔ جکسون در تنسی رفتند. برای تفکیک واضح‌تر نقش سارا جکسون از نقش میزبان کاخ سفید دانلسون، رئیس‌جمهور او را به عنوان «سرپرست هرمیتاژ» منصوب کرده بود. این اقدام به منظور جلوگیری از هرگونه دشمنی بین آن‌ها بود، اما تصمیم اصلی به این دلیل گرفته شد که اطمینان حاصل شود شوهر دانلسون همچنان در کاخ سفید به عنوان منشی رئیس‌جمهور باقی بماند. جکسون تمامی پنج فرزند خود را در هرمیتاژ به دنیا آورد، که از دختر بزرگش ریچل در سال ۱۸۳۲ آغاز شد.
اقامت آن‌ها در هرمیتاژ در ۱۳ اکتبر ۱۸۳۴ زمانی که آتش‌سوزی بخش‌های زیادی از خانه اصلی را ویران کرد، خاتمه یافت.: ۲۷۸  آن‌ها در خانه‌ای در هانترز هیل ساکن شدند، اما این حادثه تأثیر عاطفی شدیدی بر جکسون گذاشت.: ۲۷۹  با نزدیک شدن به زمستان، تصمیم گرفتند که بهتر است در کاخ سفید بمانند.: ۲۸۰ 

## زندگی بعدی و میراث
جکسون پس از ترک کاخ سفید به نظارت بر هرمیتاژ ادامه داد. او رابطه نزدیکی با رئیس‌جمهور سابق داشت و تا پایان زندگی‌اش از او مراقبت کرد.: ۲۲۰–۲۲۱  در سال ۱۸۳۸، او به رئیس‌جمهور در بحران ایمانش کمک کرد که باعث شد او به کلیسای پرسبیترین بپیوندد—چیزی که او پیش از ریاست‌جمهوری‌اش نیز به آن فکر کرده بود.: ۳۳۹–۳۴۱  پس از مرگ او، رئیس‌جمهور سابق چهار نفر از برده‌های زن خود را به او واگذار کرد.: ۳۴۷  خانواده، عمارت «هرمیتاژ» را در سال ۱۸۵۶ به ایالت تنسی فروختند، اما به سارا جکسون اجازه داده شد تا باقی‌مانده عمر خود را در آنجا بگذراند. پسران او در طول جنگ داخلی آمریکا در ارتش ایالات مؤتلفه جنگیدند و پسرش ساموئل در نبرد چیکاموگا کشته شد. شوهرش در سال ۱۸۶۵ درگذشت. سارا یورک جکسون در ۲۳ اوت ۱۸۸۷ در نشویل، تنسی در سن ۸۲ سالگی درگذشت.
جکسون تأثیر زیادی بر جایگاه بانوی اول نداشت، زیرا دوره کوتاه‌مدت او و شرایط اجتماعی ریاست‌جمهوری اندرو جکسون فرصتی برای برجسته کردن این نقش به او نمی‌داد. تا زمانی که به پیری رسید، او عمدتاً توسط عموم مردم آمریکا فراموش شده بود و از آن زمان به ندرت مورد تجزیه و تحلیل علمی قرار گرفته است.